# جیسون تره
جیسون تره (انگلیسی: Jason Tré؛ زادهٔ ۱۸ مارس ۱۹۹۸) بازیکن فوتبال است.
از باشگاه‌هایی که در آن بازی کرده‌است می‌توان به باشگاه فوتبال پاریس اف سی اشاره کرد.